# Кузнецовська сільська рада (Кур'їнський район)
Кузнецо́вська сільська рада (рос. Кузнецовский сельский совет) — сільське поселення у складі Ку'їнського району Алтайського краю Росії.
Адміністративний центр та єдиний населений пункт — село Кузнецово.

## Населення
Населення — 482 особи (2019; 608 в 2010, 727 у 2002).